# Ваитупу
Ваитупу (англ. Vaitupu) — крупнейший остров (атолл) архипелага Тувалу в Тихом океане. Административно-территориальная единица (островной совет) государства Тувалу.

## География
Остров находится к северо-востоку от атолла Нукуфетау. Ближайший материк, Австралия, расположен в 2800 км.
Ваитупу представляет собой низменный коралловый остров, в центре которого расположена лагуна, окружённая рифами. Остров имеет треугольную форму с округлёнными углами. Площадь суши — 5,60 км². Ширина лагуны варьируется от 750 м до 1,6 км, кораллового рифа — от 200 до 700 м. В северо-восточной части Ваитупу расположены два прохода: Тефута и Алиа-Опети. Вокруг основного острова расположены несколько островков (моту):
- Луасамоту
- Мосана
- Мотутанифа
- Темоту
- Те-Моту-Олепа
- Тофиа

Общая площадь административно-территориальной единицы — 5,60 км².
Из растительности на атолле преобладают кокосовые пальмы, которые выращиваются на местных плантациях для производства копры. Имеются мангровые заросли и небольшие болота.
Климат на Ваитупу тропический. Случаются разрушительные циклоны.

## История
Согласно местным легендам, первым колонизатором Ваитупу был самоанец по имени Телематуа. В 1825 году остров был открыт американцем Обедом Старбаком (англ. Obed Starbuck).

## Население
В 2002 году численность населения Ваитупу составляла 1591 человек. Единственное поселение — деревня Асау.

## Инфраструктура
На острове есть начальная школа и средняя школа, основанная в 1905 году членами Лондонского миссионерского общества. Действует отделение почты, одна гостиница.